# Phan Trung Điền
Phan Trung Điền (1939-2018) là một Tiến sĩ Khoa học người Việt Nam. Ông là nhà địa chất trầm tích học người Việt Nam đầu tiên áp dụng phương pháp phân tích bể cùng với mô phỏng các quá trình tích tụ của các trầm tích Đệ tam trên thềm lục địa Việt Nam, tên ông được đưa vào sách Tiến sĩ Việt nam Hiện đại, nằm thứ 22 trong mục Danh sách các Tiến sĩ Khoa học.
Sau khi ông mất, tên ông cùng các kỉ vật của ông đã được đưa vào Trung tâm Di sản các nhà khoa học bên cạnh tên tuổi các nhà khoa học, các chuyên gia đầu ngành khác của Việt Nam.

## Cuộc đời và sự nghiệp
Phan Trung Điền sinh năm 1939 tại thôn Đa Phúc, xã Sài Sơn, huyện Quốc Oai, tỉnh Hà Tây. Năm 1958, ông bắt đầu theo học cấp 3 Thường Tín (khi đó thuộc tỉnh Hà Đông). Năm 1961, ông thi đỗ vào Trường Đại học Bách khoa Hà Nội và theo học lớp Thăm dò (TD61). Giai đoạn 1969-1972, ông làm nghiên cứu sinh và bảo vệ luận án tiến sĩ tại Đại học Dầu khí Ploieşti (IPGG), Romania. Cũng tại đây, ông tham gia làm phiên dịch cho các đoàn trong nước sang nghỉ dưỡng, tham quan, chữa bệnh, đồng thời tham gia Ban chấp hành Thành đoàn thanh niên Bucurest của lưu học sinh Việt-nam và là đơn vị trưởng khối lưu học sinh theo học trường.
Từ năm 1965 đến năm 1982, Phan Trung Điền làm việc tại Viện Địa chất - Khoáng sản Việt-nam thuộc Tổng cục Địa chất. Trong đó, giai đoạn 1973-1982, ông đảm nhiệm vị trí Trưởng phòng trầm tích tại Viện.
Giai đoạn 1976-1986, Phan Trung Điền tham gia ủy viên Ban chấp hành Trung ương Hội thanh niên, sinh viên Việt Nam.
Giai đoạn 1982-2002, ông chuyển sang làm việc tại Viện Dầu khí Việt Nam, trong đó đảm nhiệm vị trí Viện phó thời kỳ 1983-1992. Ngày ngày 28 tháng 5 năm 1990, tại viện Hàn lâm Khoa học Sophia, Bulgaria, ông bảo vệ thành công luận án Tiến sĩ Khoa học sau 2 năm  (đây là một kỉ lục, vì để làm Tiến sĩ Khoa học thường mất 3-6 năm). Đề tài tiến sĩ của ông "Tính chu kỳ của sự tích tụ trầm tích trong các bể Đệ tam trên thềm lục địa Việt Nam" (tiếng Nga: Цикличность осадконакопления в третичных бассейнах на континенталном шельфе Вьетнама ) mang tính đột phá trong ngành địa chất tại Việt Nam thời bấy giờ khi ứng dụng học thuyết mới nhất về kiến tạo mảng để giải thích sự tích tụ, hình thành các bể trầm tích tại Việt Nam.
Từ sau 1992, ông rời khỏi các trọng trách quản lý, tập trung vào công tác chuyên môn. Từ sau 2002, ông nghỉ hưu và đồng thời tham gia thỉnh giảng, hướng dẫn các lớp cao học, nghiên cứu sinh  tại Đại học Sư phạm Hà Nội, Đại học Mỏ Địa chất Hà Nội và Đại học Tổng hợp Hà Nội.

## Khen thưởng và tôn vinh
Năm 1985, Phan Trung Điền được trao Huy chương Kháng chiến hạng 2 do chủ tịch Hội đồng Bộ trưởng Phạm Văn Đồng ký tặng ngày 9 tháng 1, số 05/KT/HĐBT, ghi sổ huy chương số 25. Năm 2003, ông được trao Huân chương Lao động hạng 3 do chủ tịch nước Trần Đức Lương ký tặng ngày 8 tháng 9, số 597/2003/QĐ/CTN, vào sổ vàng số 5. Ngoài ra ông cũng đã được trao các bằng khen của Tổng cục Địa chất và Bộ Công nghiệp Việt Nam.
Tên của Phan Trung Điền đã được quê nhà Sài Sơn, Quốc Oai đặt cho con ngõ nơi ông sinh ra. Trong bài thơ "Vượng khí Quê Hương" (tập thơ Khứ Hồi, trang 11), nhà giáo Ưu tú Phan Bá Ất có đề cập đến ông như là một trong những người con ưu tú của quê hương.
Quê hương!
Lớp trầm tích dưới những tầng hưng phế,
Mạch văn vật địa linh
Vẫn dung dưỡng sinh tài năng thế hệ.
những Thủ tướng
những Bộ trưởng
những Anh hùng...
Tiến sỹ!

## Câu nói đáng chú ý
"Ở Việt Nam phần lớn các nhà khoa học có chút kiến thức và kinh nghiệm bước đầu đều chuyển sang làm quản lý, vì có chức vụ mới có đề tài, nhiệm vụ và cơ hội trao đổi với nước ngoài nâng cao trình độ. Xu thế học vị và học hàm hóa các cấp quản lý, lãnh đạo đang cản trở sự phát triển khoa học hiện còn ở mức thấp so với nhiều nước." - Phan Trung Điền (Trích "Tiến sĩ Việt Nam Hiện đại, trang 194).
"Với nhiều lý do, các nhà khoa học Việt Nam ít có cơ hội tham gia các hoạt động khoa học quốc tế, nhất là về biển đảo." 

## Sách đã xuất bản[23][24][25]
- Biểu hiện của Peclit & Opxidien trong đá phun trào Bình Liêu, Quảng Ninh, 1977.[26]
- Đặc điểm thạch học thành hệ quazit thứ sinh Tấn Mài, 1978.[27]
- Sự phân bố và phân loại đá carbonat trầm tích ở Việt Nam, 1983. Báo cáo khoa học hội nghị KHKT địa chất lần thứ 2, Hà Nội.
- Mô hình Dãy các tướng và thành hệ trầm tích phần miền Bắc Việt Nam, 1985.
- Mô hình tích tụ trầm tích Kainozoi và các kiểu rìa trên thềm lục địa Việt Nam, 1991.
- Thành hệ địa chất và địa động lực Việt Nam, 1992.[28]
- Hiệu quả áp dụng phương pháp đo sâu trường chuyển trong tìm kiếm quặng dẫn điện, 1994.
- Một vài bể hydrocarbon Kainozoi trên thềm lục địa Việt Nam, 1995.
- Some Cenozoic Hydrocarbon Bearing Basins on the Continental Shelf of Vietnam. (Geological Society of Malaysia, 1995).[29]
- Sự phân bố và đánh giá triển vọng dầu khí của các thành tạo địa chất trước kainozoi - thềm lục địa Việt Nam.[30][31]
- Một số tập đá chứa dầu khí Trước Kainozoi trên thềm lục địa Việt Nam, 1996.
- Một số đối tượng tiềm năng dầu khí trước Kainozoi ngoài khơi Việt Nam, 1997.
- Phân tích bể Tiền Kainozoi và các hệ thống dầu khí trên thềm lục địa Việt Nam, 1997.
- Basin Analysis and Petroleum System of the Cuu Long Basin on the Continental Shelf of Vietnam. (Proceedings of an International Conference on Petroleum Systems of SE Asia and Australasia, 1997).[32]
- Some Late Mesozoic and Cenozoic events of Việt Nam continental shelf.[33][34]
- Phan  Trung  Điền.  Báo cáo kết thúc Đề án hợp  tác Việt Nam - Đan Mạch, Pha II "Phân tích và mô hình bể Cenozoic Sông Hồng", 2000.
- Độ rỗng hiệu dụng của tầng chứa móng Bạch Hổ, 2000.
- Cơ chế hình thành các loại độ rỗng trong đá móng bể Cửu Long, 2001.
- Forming Effective Porosity in Granitoid Basement Reservoir of the Cuulong Basin. (AAPG Annual Meeting,March 10-13, 2002, Houston, Texas).[35]
- Basin Analysis and Petroleum System of the SongDa Messo-Tethys (Northwest Vietnam). (AAPG International ConferenceBarcelona, SpainSeptember 21-24, 2003).[36]
- Thành lập atlas kiến trúc - cấu tạo đá trầm tích ở Việt Nam, 2003.[37][38]
- Các bể trầm tích trước Kainozoi và tài nguyên dầu khí, 2007.
- PreCenozoic basin analysis and petroleum systems, 2012.[39][40]

## Các công trình nghiên cứu đã tham gia
- Hoàng Ngọc Đang - Các bể trầm tích Kainozoi việt nam: cơ chế hình thành và kiểu bể.[41]
- Lê Triều Việt - Sự phát triển cấu trúc kiến tạo bồn trũng cửu long trong kainozoi.[42]
- Nguyễn Thị Huyền Trang - Tiến hóa trầm tích Oligocen-Miocen khu vực phía bắc bểSông Hồng trong mối quan hệ với hoạt động kiến tạo và triển vọng dầu khí liên quan.[43]
- Bùi Thị Luận - Tiềm năng dầu khí của các tầng đá mẹ bồn trũng Cửu Long.[44]
- Bùi Thị Luận - Đặc điểm phân bố vật liệu hữu cơ (TOC %) của  các tầng đá mẹ ở bể Cửu Long.[45]
- Bùi Thị Luận - Đánh giá biểu hiện chứa dầu khí trong Miocene giữa tại lô 02 – bồn trũng Cửu Long dựa trên tài liệu một ố giếng khoan.[46]
- Nguyễn Xuân Khiển - Đặc điểm trầm tích của bauxit tuổi permi muộn vùng Đông Bắc Bộ và ý nghĩa công nghiệp của chúng 1995.[47]
- Hoàng Anh Tuấn - Đặc điểm trầm tích tầng chứa hydrocarbon Miocen giữa khu vực phía Bắc bể Sông Hồng.[48]
- La Thế Phúc - Đặc điểm và lịch sử phát triển các thành tạo trầm tích đệ tứ đới biển nông vùng Bắc Trung Bộ Việt Nam.[49][50]
- Nguyễn Anh Đức - Nghiên cứu đặc điểm phân bố và đánh giá các tầng chứa tiềm năng dầu khí trong trầm tích Mioxen dưới khu vực bể Mã Lai - Thổ Chu 2010.[51]
- Trịnh Xuân Cường - Đặc điểm các phát hiện và triển vọng dầu/bitum trên đất liền Việt Nam.[52]
- Тхуи Нган, Чан Нгуен Лонг - ДЕЯТЕЛЬНОСТЬ СОЗДАННОЙ СИСТЕМЫ РАЗЛОМОВ В ГРАНИТНОМ ФУНДАМЕНТЕ (НА ПРИМЕРЕ МЕСТОРОЖДЕНИЯ БЕЛЫЙ ТИГР).[53]
- Nguyễn Siêu Nhân - Đặc điểm trầm tích và điều kiện thành tạo than bùn Holoxen đồng bằng Sông Cửu Long, 1996.[54]
- Nguyễn Quốc Thập - Nguyên cứu áp dụng các phương pháp địa vật lý giếng khoan trong việc đánh giá tiềm năng sinh dầu khí của các đá trầm tích. Thử nghiệm trên tài liệu một số giếng khoan thuộc bồn trũng Nam Côn Sơn, 1998.[55]